# Jakub Zavřel
Jakub Zavřel es un deportista checo que compite en piragüismo en la modalidad de aguas tranquilas.
Ganó dos medallas en el Campeonato Europeo de Piragüismo, oro en 2017 y bronce en 2021, ambas en la prueba de K1 500 m.

## Palmarés internacional
| Campeonato Europeo | Campeonato Europeo | Campeonato Europeo | Campeonato Europeo |
| Año                | Lugar              | Medalla            | Competición        |
| ------------------ | ------------------ | ------------------ | ------------------ |
| 2017               | Plovdiv (Bulgaria) | Medalla de oro     | K1 500 m           |
| 2021               | Poznań (Polonia)   | Medalla de bronce  | K1 500 m           |